# Banisia astra
Banisia astra är en fjärilsart som beskrevs av Chu och Wang 1991. Banisia astra ingår i släktet Banisia och familjen Thyrididae. Inga underarter finns listade i Catalogue of Life.